# 수산업관측센터
수산업관측센터는 중앙정부 및 지방자치단체가 양식어장정비사업을 시행할 때 필요한 기초자료를 제공하고 해외 수산양식 정보를 수집 정리하여 제공하기 위하여 설립된 대한민국 국무총리실 산하 경제인문사회연구회 한국해양수산개발원 소속기관이다. 서울특별시 마포구 매봉산로 45 KBS미디어센터 13층에 위치하고 있다.

## 연혁
- 2004년 4월 1일 양식어업관측센터 설립
- 2004년 4월 10일 수산업관측센터로 명칭 변경. 김 관측월보 창간호 발간
- 2004년 5월 7일 넙치 관측월보 창간호 발간
- 2006년 6월 11일 전복, 조피볼락 관측월보 창간호 발간
- 2007년 7월 10일 굴 관측월보 창간호 발간
- 2007년 7월 11일 미역 관측월보 창간호 발간

## 조직

### 수산업관측센터장
- 품목관측팀
- 관측기획팀